# 郑绍文

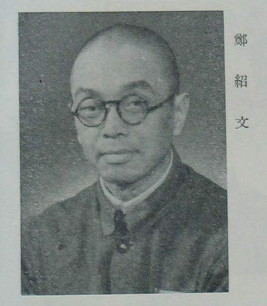

郑绍文（1905年11月—1993年10月8日），四川省潼南县三汇乡（今重庆市潼南县小渡镇）人，中华人民共和国政治人物、大法官。

## 生平
早年求学于北京农业大学，后组织学生运动入狱。1928年6月组织越狱后，赴河南任中共新乡县委书记。1929年，再次被捕。出狱后任上海反帝大同盟总务部长。1930年1月，反帝大同盟组织游行示威，他任总指挥，第三次被捕入狱。出狱后任中共上海法南区委委员。1931年4月，前往湘鄂西洪湖苏区工作，历任中国工农红军第三军九师二十五团政治处主任、第三军政治部组织科长，中共汉阳县委书记，湘鄂西军委警卫团政委，警卫师政治部主任、代理师政委等职。1932年11月返回上海，任全国互济总会宣传部秘书长、总会秘书长。1933年5月，由于出卖，第四次狱。
1939年9月，出狱后任新四军豫鄂挺进纵队副参谋长、参谋长、纵队第六团政委、第四支队政委、鄂中军分区司令员、抗大十分校政委、中共襄北地委书记建军分区政委等职。第二次国共内战期间，任江汉区党委代理书记兼江汉军区政委。1946年，任中原军区驻汉办事处少将处长。之后任中共中央中原局秘书长。1947年南下，任晋翼鲁豫野战军第十二纵队副政委。1948年2月，担任江汉军区副政委、江汉行署主任、湖北省军区政治部主任、中共湖北省委委员。
中华人民共和国成立后，任中南军政委员会民政部长、中共中南局委员、中南行政委员会副秘书长。1953年3月，任最高人民法院中南分院院长。1954年2月任中央司法部副部长。1958年，被贬为广西农垦局副局长、局长。文化大革命中受到迫害。1979年1月，调任最高人民法院副院长。